# 宮治舞
宮治 舞（みやじ まい、1996年6月15日 - ）は、日本の元子役、ダンサーである。
神奈川県出身。立花演劇研究所に所属していた。

## 出演

### ミュージカル
- 丸美屋食品ミュージカル アニー（2005年） - ケイト 役
  - （4月22日 - 5月7日、青山劇場）
  - （8月9日 - 13、シアター・ドラマシティ）
  - （8月25日 - 27日、愛知県芸術劇場大ホール）
- TOURS ミュージカル 赤毛のアン（2006年） - ミニー・メイ 役
- TOMMY（2007年） - トミー（子供時代）役
  - （3月12日 - 31日、日生劇場）
  - （4月20日 - 4月26日、シアター・ドラマシティ）
- パルク〜知られざる河童伝説の謎〜（2007年、東京芸術劇場） - 主演・パルク 役
- ファミリーミュージカル 魔法使いサリー（2008年5月3日 - 11日、博品館劇場） - 花村よし子 役
- ドリーミング（2009年）

### テレビドラマ
- 光とともに…〜自閉症児を抱えて〜（2004年、日本テレビ） - 小泉舞 役[1]
- 坂の上の雲（NHK） - 陸羯南の娘 役

### テレビ番組
- 体操の時間。（2007年 - 2009年、フジテレビ） - 水曜日「お仕事体操ロックンロール」レギュラー

### 映画
- パーク アンド ラブホテル（2008年） - 松嶋舞 役[2]

### CM
- 全国保証